# Studio SEK
Lo  Studio coreano 26 aprile di cinematografia d'animazione (in coreano 조선4·26만화영화촬영소?, 朝鮮4·26漫畵映畵撮影所?, Joseon 4.26 Manhwa Yeonghwa ChwaryeongsoLR, Choseon 4·26 manhwayeonghwa chwal-yeongsoMR), noto a livello internazionale come Studio SEK ("Scientific Educational Korea"), è uno studio d'animazione nordcoreano, situato a Othan-dong, all'interno del Distretto centrale (Chung-guyŏk) della municipalità di Pyongyang. La società produce cortometraggi e serie animate per il pubblico interno e, inoltre, realizza spesso l'animazione per prodotti televisivi e cinematografici europei tramite subappalti.

## Storia
Lo studio ha iniziato le sue attività nel settembre del 1957 come Studio cinematografico per bambini 26 aprile (4.26아동영화촬영소). Nato come sezione sperimentale dello Studio nazionale di cinema, in quel periodo si dedicò principalmente a portare in Corea del Nord le tecniche del cinema d'animazione, e la formazione degli artisti all'inizio avvenne in Cecoslovacchia. La produzione di cortometraggi iniziò nel 1959, ed a partire dal 1964 la società divenne autonoma con il nome di "Studio coreano di cinematografia per l'infanzia".
A partire dalla seconda metà degli anni ottanta, oltre alle opere destinate al pubblico interno lo studio iniziò a realizzare su commissione l'animazione di serie e film soprattutto europei, attività diventata sempre più significativa nel tempo. Il punto di partenza dell'apertura dello studio all'estero fu dato dalla produzione, nel 1987, del lungometraggio Gandahar e del cortometraggio Comment Wang-Fô fut sauvé, entrambi diretti da René Laloux e ideati in collaborazione con il fumettista Caza: in quell'occasione la società francese CBR Technical Equipment di Pierre Biecher, collaboratrice alla produzione dei film, rifornì lo Studio SEK di strumentazione e tecnologia avanzata per la produzione di animazione. Fra le prime collaborazioni dello studio si annovera anche la serie animata del 1989 Pippo e Menelao, sempre francese. Nella veste di subappaltatrice l'azienda si è sempre accreditata come Studio SEK (o a volte "Studio S.E.K."), intendendo "SEK" come acronimo di "Scientific Educational Korea": si tratta della traduzione della denominazione ufficiale dello studio dal 1971 al 1996 ("Studio coreano di cinema scientifico ed educativo"). Dal 1996 l'azienda è stata chiamata "Studio coreano 26 aprile di cinematografia per l'infanzia" (조선4·26아동영화촬영소?, Chosun 4·26 adong-yeonghwa chwal-yeongsoMR), nome poi leggermente modificato nel 2012 e divenuto l'attuale.
Verso la fine degli anni novanta, lo studio inizia una collaborazione con l'italiana Mondo TV, fornendo animazionoi per film e serie animate tra cui  Simba: è nato un re e Pocahontas.
Al 2003, lo Studio SEK aveva assunto circa 1500 persone e aveva firmato contratti con oltre 70 aziende in tutto il mondo, tra Europa, Corea del Sud, e Stati Uniti: il numero dei dipendenti è però diminuito a 500 negli anni successivi, a causa del progressivo passaggio all'animazione digitale. I dipendenti dello studio sono spesso diplomati dell'Accademia di arte di Pyongyang, e l'azienda dispone di una scuola interna di tecnica di animazione. Al 2010, lo studio era diviso in 11 unità di animazione, di cui 2 lavoravano a prodotti per il mercato interno, mentre le restanti si dedicavano alle opere commissionate da aziende estere. In base all'Animation Career Review, SEK è all'ottantacinquesimo posto nella classifica degli studi d'animazione più influenti della storia.
A partire dagli anni 2010 lo Studio SEK ha frequentemente collaborato con studi di animazione cinesi ed ha ricevuto il subappalto di diverse serie animate televisive e per il web, pubblicità e progetti di grafica. Nel 2014 lo studio ha inoltre aperto una sua succursale nel nord della Cina.

## Filmografia

### Opere per il mercato interno

#### Serie animate
| Titolo inglese (convenzionale) | Titolo coreano         | Anno                                                                        | Tipologia e note |
| ------------------------------ | ---------------------- | --------------------------------------------------------------------------- | --- |
| Clever Raccoon Dog             | 령리한 너구리          | 1976-2012 Nuova serie: 2021-in corso                                        | Serie televisiva al momento in 78 episodi, solitamente di 12-15 minuti circa. (Dopo una lunga pausa, la serie è ripresa dal 16 dicembre 2021 con l'episodio 64: le nuove puntate sono più lunghe, di 20 minuti circa.) Dal 1988 Clever Raccoon Dog è distribuita all'estero da COL.IMA.SON. / P.M.M.P. Inizialmente è stata realizzata un'edizione francese dei primi 26 episodi intitolata Pluche Riquet Pat - doppiata anche in italiano e trasmessa su Italia 7 nel 1993 con il titolo Patatapunfete e replicata alcune volte. Negli anni 2000 Mondo TV ha realizzato una riedizione più completa, intitolata The little bear. |
| Squirrel and Hedgehog          | 다람이와 고슴도치      | Miniserie: 1977-1983? Prima serie: 1998-2005 Seconda serie: 2006-interrotta | Serie televisiva, interrotta dal 2012 all'episodio 32. All'estero i primi 26 episodi sono stati distribuiti da Mondo TV con il titolo Brave Soldiers, in una versione in parte modificata e rimontata e con colonna sonora diversa. |
| The Boy General                | 소년장수               | Prima serie: 1982-1996 Seconda serie: 2015-2019                             | Serie televisiva, in due stagioni da 50 episodi l'una. |
| Blue Spring Water              | 파란샘물               | tardi anni '90(?)                                                           | Miniserie in tre episodi. |
| The Bell                       | 방울소리               | 199?-2005                                                                   | Serie televisiva antologica in 7 episodi di 10-15 minuti. |
| What to Ask?                   | 무엇이나 물어보세요    | primi anni 2000(?)                                                          | Miniserie, ma risulta prodotto soltanto il primo episodio. |
| Mysterious Country             | 신비한 나라            | 2001-2003(?)                                                                | Serie televisiva in 4 episodi. |
| Let's Keep the Traffic Order   | 교통질서를 잘 지키자요 | 2006-in corso                                                               | Serie televisiva antologica sulla sicurezza stradale, al momento in 24 episodi di 11-15 minuti (tranne l'episodio 16, di 8 minuti). |
| Red Stars                      | 빨간별                 | 2008-2012                                                                   | Serie televisiva in tecnica mista (tradizionale per le introduzioni, stop motion per il resto) in 12 episodi di 15 minuti circa. |
| Young Warriors of Koguryo      | 고구려의 젊은 무사들   | 2010-2014                                                                   | Serie televisiva in 7 episodi. |
| Gojumong                       | 고주몽                 | 2017-in corso                                                               | Serie televisiva in CGI, al momento in 44 episodi di lunghezza variabile (di solito 30-40 minuti). |

#### Lungometraggi
| Titolo inglese (convenzionale)            | Titolo coreano      | Anno | Tipologia e note |
| ----------------------------------------- | ------------------- | ---- | --- |
| Prince Hodong and the Princess of Nakrang | 호동왕자와 락랑공주 | 1990 | Lungometraggio di 73 minuti. |
| Young Fisherman and Black Dragons         | 어부총각과 검은룡   | 1996 | Lungo 58 minuti. Distribuito a livello internazionale da Mondo TV, che si accredita come co-produttore. |
| Empress Cheong                            | 왕후심청            | 2005 | Film prodotto e distribuito sia in Corea del Nord sia in Corea del Sud. |
| Heungbu and Nolbu                         | 흥부와 놀부         | 2008 | Lungometraggio in due parti, rispettivamente di 38 e di 44 minuti. L'opera è stata distribuita a livello internazionale da Mondo TV con il titolo The Queen of the Swallows, eliminando la divisione a metà e con alcune modifiche alla colonna sonora.                        |
| The Enchanted Mountain                    | 금강산 팔선녀       | 2008 | Lungometraggio in due parti, rispettivamente di un'ora e di 44 minuti. L'opera è stata distribuita a livello internazionale da Mondo TV, che si accredita come co-produttore, con lo stesso titolo, eliminando la divisione a metà e con alcune modifiche alla colonna sonora. |

#### Cortometraggi e mediometraggi
| Titolo inglese (convenzionale)         | Titolo coreano                    | Anno                  | Tipologia e note |
| -------------------------------------- | --------------------------------- | --------------------- | --- |
| Our Hill                               | 우리 동산                         | 1959                  | Prima produzione dello studio; cortometraggio in stop motion. |
| Little Red Star                        | 꼬마붉은별                        | 1961                  | Cortometraggio in stop motion. |
| The Burned Squad of Blowflies          | 불타버린 쉬파리 부대              | anni '60              | Cortometraggio anti-americano, in bianco e nero. |
| Pig's Pumpkin Seeds                    | 꿀꿀이의 호박씨                   | anni '60 (?)          | Cortometraggio in bianco e nero. |
| Dog and Cat                            | 멍멍이와 야웅이                   | 1965                  | Cortometraggio. |
| Time Bomb                              | 시한폭탄                          | 1967                  | Cortometraggio anti-americano. |
| A Little Tree and Sudong               | 애기나무와 수동이                 | 1972                  | Cortometraggio. |
| Pencil-Projective                      | 연필포탄                          | anni '70 (?)          | Cortometraggio. |
| Butterfly and Rooster                  | 나비와 수탉                       | 1976                  | Cortometraggio. Un remake è stato prodotto nel 2006. |
| A Bear's Cucumber Farming              | 곰의 오이농사                     | 1977                  | Cortometraggio. |
| Gun Shooters                           | 포쏘기 선수들                     | 1978                  | Cortometraggio affine a Clever Raccoon Dog (per personaggi, tematica e colonna sonora), ma non contato come parte della serie.                                               |
| A Boy Defeats Robbers                  | 도적을 쳐부신 소년                | 1983                  | Cortometraggio. Un remake è stato prodotto nel 2006. |
| A Hedgehog Defeats a Tiger             | 호랑이를 이긴 고슴도치            | 1983                  | Cortometraggio. |
| A Winged Horse                         | 날개달린 룡마                     | 1983                  | Cortometraggio. |
| Three Friends                          | 세 동무                           | 1985                  | Cortometraggio. |
| The Knight and the Bridle (?)          | 덕만이와 쇠돌이                   | anni '80(?)           | Mediometraggio di 30 minuti circa. |
| The Bald Parrot (?)                    | 이마벗어진 앵무새                 | 1987(?)               | Cortometraggio in stop motion. |
| Welcome to the Pyongyang Festival (?)  | 평양 축전에 오신걸 환영합니다 (?) | 1989 circa            | Cortometraggio promozionale per il 13° Festival Mondiale della Gioventù e degli Studenti, ospitato a Pyongyang nel 1989.                                                     |
| Boy Catcher                            | 소년포수                          | primi anni '90(?)     | Cortometraggio in stop motion. |
| The Boy and the Captain (?)            | 소년과 어영대장                   | primi anni '90(?)     | Cortometraggio in stop motion. |
| Bears' Hill and Rabbits' Hill          | 곰동산과 토끼동산                 | primi anni '90(?)     | Cortometraggio. |
| A Story about Stone Buddha             | 돌부처이야기                      | primi anni '90(?)     | Cortometraggio. |
| The Jade Stone That Wonsu Paid Off (?) | 원쑤를 갚은 옥돌이                | fine anni novanta (?) | Cortometraggio. |
| Abandoned Cuckoo                       | 버림받은 뻐꾸기                   | tardi anni '90(?)     | Cortometraggio. |
| Young Sportsmen from Yang Ji Village   | 양지동산                          | tardi anni '90(?)     | Cortometraggio. |
| Feel the Rainbow                       | 다시 비낀 무지개                  | tardi anni '90(?)     | Cortometraggio. |
| Wise Red Turtle                        |                                   | tardi anni '90(?)     | Cortometraggio. |
| A Story about Bat                      | 박쥐이야기                        | tardi anni '90(?)     | Cortometraggio. |
| Frog Defender                          | 개구리보초                        | tardi anni '90(?)     | Cortometraggio. |
| A Turtle Gets Driven Out               | 쫓겨난 거부기                     | tardi anni '90(?)     | Cortometraggio in stop motion. |
| A Mysterious Crystal Bead              | 신기한 수정구슬                   | tardi anni '90(?)     | Cortometraggio (27 minuti). |
| Farmer and Dog                         | 농부와 얼룩이                     | 1999                  | Cortometraggio. |
| Wheat Tree                             | 기장나무                          | primi anni 2000(?)    | Cortometraggio. |
| The Mirror my Grandfather Gave Me      | 할아버지가 준 거울                | 2003(?)               | Cortometraggio. |
| A Little Squirrel in Tolbaegol         | 돌배골의 꼬마청서                 | 2004                  | Cortometraggio. |
| Chodong and his Father                 | 초동이와 아버지                   | 2005(?)               | Cortometraggio (28 minuti). |
| Butterfly and Rooster                  | 나비와 수탉                       | 2006                  | Remake del cortometraggio del 1976. |
| A Boy Defeats Robbers                  | 도적을 쳐부신 소년                | 2006                  | Remake del cortometraggio del 1983. |
| The Song by an Oriole                  | 꾀꼴새가 부른 노래                | 2006                  | Cortometraggio. |
| Nine Shipbuilders                      | 아홉명의 배사공                   | 2008                  | Cortometraggio. |
| A Greedy Dog                           | 욕심많은 개                       | 2008                  | Cortometraggio. |
| General Son and General Pal            | 손장수와 발장수                   | 2008                  | Cortometraggio. |
| The Story of Two Generals              | 두장수 이야기                     | 2009 (?)              | Cortometraggio. |
| An Ant with Wings                      | 날개를 단 개미                    | 2009                  | Cortometraggio. |
| The Story of Three Brothers            | 삼형제에 대한 이야기              | 2010                  | Cortometraggio. |
| I Gave It to my Younger Brother        | 동생에게 준 연                    | 2011 (?)              | Cortometraggio in stop motion. |
| Byeolnam and Rubber Ball               | 별남이와 고무공                   | 2011                  | Cortometraggio. |
| Ssolchi Brothers                       | 쏠치 형제들                       | 201?                  | Cortometraggio in CGI. |
| The Girl who Found the Fire (?)        | 불씨를 찾은 아왕녀                | 2012                  | Cortometraggio in CGI. |
| Hunter's Son                           | 포수의 아들                       | 2012                  | Cortometraggio. |
|                                        | 반달곰의 학습장                   | 2012 (?)              | Cortometraggio in stop motion. |
| The Medicine that Yongnam Took         | 용남이가 먹은 약                  | 2012 (?)              | Cortometraggio in tecnica mista (2D e CGI). |
| Longevity Mushrooms Brought by Cheol   | 철이가 가져온 장수버섯            | 2015                  | Cortometraggio. |
| Two Boys who Found the Answer          | 답을 찾은 두 소년                 | 2015                  | Cortometraggio. Presentato al 15° Pyongyang International Film Festival. |
| Our Class Lawn                         | 우리 분단 잔디밭                  | 2016                  | Cortometraggio. |
| Our Rabbits                            | 우리 집 토끼                      | 2017                  | Cortometraggio. |
| The day of camping                     | 야영의 하루                       | 2018(?)               | Cortometraggio in CGI. Presentato al 16° Pyongyang International Film Festival (2018) nella rassegna competitiva - e vincitore del premio alla migliore opera in animazione. |
| Seonbi and Three Boys (?)              | 선비와 세 아들                    | 2018                  | Cortometraggio. Presentato al 16° Pyongyang International Film Festival (2018) nella rassegna non competitiva.                                                               |
| (?)                                    | 혁이가 만든 김밥                  | 2019                  | Cortometraggio. |
| Daughter-in law and a Little Tree      | 며느리와 좀다래나무               | 2019                  | Cortometraggio. |
| Victory Over the Oppressor Demon       | 악마를 이긴 억쇠                  | 2021                  | Mediometraggio in CGI (38 minuti). |
| A Replanted Pine Tree                  | 다시 심은 잣나무                  | 2021                  | Cortometraggio. |

### Produzione dell'animazione per film e serie internazionali
| Titolo                                          | Anno             | Note |
| ----------------------------------------------- | ---------------- | --- |
| Comment Wang-Fo fut sauvé                       | 1987             | Cortometraggio francese. |
| Gandahar                                        | 1988             | Film francese. |
| Ernest le vampire                               | 1989-1991        | Serie TV francese in 117 miniepisodi di 2 minuti e mezzo. |
| Pippo e Menelao                                 | 1989             | Serie TV francese in 130 episodi di 10/11 minuti. Accreditato come Studio S.E.K. |
| I miserabili                                    | 1992             | Serie TV francese in 26 episodi, di Animage e AB Productions. Kim Yong Chan ha diretto la produzione allo Studio SEK. |
| Le mille e una notte                            | 1993             | Serie TV francese in 13 episodi di circa 20 minuti. |
| Il re leone                                     | 1994             | Secondo il presidente della KFA Alejandro Cao de Benós, lo studio partecipò realmente alla realizzazione di una parte del noto lungometraggio d'animazione disneyano. De Benós ha affermato che lo Studio SEK ha collaborato "di nascosto" (di solito attraverso paesi terzi) a diverse opere della Disney a causa dei dissidi tra Corea del Nord e Stati Uniti. |
| Davy Crockett                                   | 1994             | Serie TV francese in 26 episodi, di Animage e AB Productions. |
| Quattro amici per una missione intorno al mondo | 1995             | Serie TV in 52 episodi, vasta coproduzione europea di origine francese. Lo Studio SEK ha realizzato alcuni episodi. |
| Princesse Shéhérazade                           | 1996             | Serie TV francese di 52 episodi di France 2. |
| Sulle ali dei Dragon Flyz                       | 1996             | Serie TV franco-statunitense della Gaumont di 26 episodi. |
| Simba: è nato un re                             | 1997             | Serie TV italiana in 52 episodi di Mondo TV. Questa serie è a volte confusa erroneamente con il film Disney Il re leone; tuttavia, secondo il Presidente della KFA Alejandro Cao de Benós, lo studio avrebbe partecipato realmente alla realizzazione di una parte del noto lungometraggio d'animazione disneyano.                                               |
| Simba Junior ai Mondiali di calcio              | 1998             | Serie TV italiana in 26 episodi di Mondo TV. |
| Pocahontas                                      | 1998             | Serie TV italiana di Mondo TV. Condensata anche in un ciclo di lungometraggi. |
| Les Malheurs de Sophie                          | 1998             | Serie TV francese. |
| Il Corsaro Nero                                 | 1998             | Serie TV italiana in 26 episodi di Mondo TV. La regia generale è accreditata a Kim Jun-ok. |
| La leggenda del Titanic                         | 1999             | Film cinematografico italiano di Mondo TV. |
| Neteb - La principessa del Nilo                 | 1999             | Serie TV francese di 26 episodi. |
| Papà castoro                                    | 1993-1999        | Serie TV franco-canadese. Solo la terza stagione (1999). |
| Les Aventures outre-mer                         | 2000             | Serie TV francese di 13 episodi. |
| Il grande libro della natura                    | 2000             | Serie TV italiana in 52 episodi di Mondo TV. Escluse le sequenze di introduzione e conclusione realizzate per l'occasione, gran parte del minutaggio delle puntate è costituito rimontando vecchi cortometraggi dello Studio SEK. La regia generale è accreditata a Kim Jun-ok.                                                                                  |
| Animal Games                                    | 2000             | Serie TV italiana in 26 episodi di Mondo TV. Di fatto è una seconda stagione de Il grande libro della natura, di cui ripete esattamente il formato. Curiosamente, nell'animazione iniziale del libro è stavolta visibile chiaramente un titolo coreano, 곰이들려준이야기 ovvero all'incirca "I racconti dell'orso".                                              |
| Il principe dei dinosauri                       | 2000             | Film cinematografico italiano di Mondo TV. |
| Les enfants de Toromiro                         | 2000             | Serie TV francese di 26 episodi. |
| Narigota                                        | 2001             | Serie TV spagnola prodotta per Motion Pictures, S.A., TVE, TV3 e TVV. |
| Bécassine et le Trésor viking                   | 2001             | Film d'animazione francese. |
| Marcelino Pan y Vino                            | 2001-2002        | Serie TV giapponese di 26 episodi. |
| Le audaci inchieste di Miss Prudenza            | 2001-2004        | Serie TV belga di 52 episodi. |
| La famiglia Passiflora                          | 2001             | 4 episodi dalla prima stagione della serie animata francese. |
| Toy Toons / Bug's Adventures                    | 2001             | Serie TV di 26+13 episodi di 12 minuti in stop motion, su commissione Mondo TV |
| Lazy Cat Dinga                                  | 2001             | Serie TV in CGI coprodotta dallo studio sudcoreano Hanaro Telecom e dal nordcoreano "Sam-Cheon-Ri", distaccamento dello Studio SEK attivo all'epoca a Kaesŏng. |
| Lupo Alberto                                    | 2001-2002        | Serie TV italiana di 104 episodi di The Animation Band. Soltanto seconda stagione. |
| Corto Maltese - Corte Sconta detta Arcana       | 2002             | Film, parte della trasposizione animata francese di Corto Maltese. |
| Tartarughe Ninja                                | 2003-2010        | 1 episodio della serie TV statunitense. |
| Pororo                                          | 2003-2016        | Le prime due stagioni della serie TV d'animazione sudcoreana sono state prodotte attraverso una collaborazione tra le compagnie sudcoreane Iconix Entertainment, SK Broadband e Ocon and Channel One e dal distaccamento dello Studio SEK attivo all'epoca a Kaesŏng "Sam-Cheon-Ri".                                                                             |
| La famiglia Spaghetti                           | 2003             | Serie TV italiana di 26 episodi ideata da Bruno Bozzetto, prodotta da Rai Fiction / The Animation Band. |
| The Boy                                         | 2003             | Serie TV canadese di 25 episodi prodotta per la YTV. |
| La cuisine est un jeu d'enfants                 | 2004             | Serie TV francese di 39 episodi. |
| Alla ricerca del Titanic (Tentacolino)          | 2004             | Film cinematografico italiano di Mondo TV. |
| L'isola degli smemorati                         | 2004             | Mediometraggio italiano (di 40 minuti) prodotto dalla Mondo TV in collaborazione con l'Unicef. |
| L'ultimo dei Mohicani                           | 2004             | Serie TV italiana di 26 episodi di Rai Fiction / Mondo TV / The Animation Band. |
| Farhat - Il principe del deserto                | 2005             | Serie TV italiana di 26 episodi di Rai Fiction / Mondo TV / The Animation Band. |
| Madre Teresa                                    | 2005             | Film cinematografico italiano di Mondo TV. |
| Le petit Wang                                   | 2005             | Film d'animazione francese. |
| Il piccolo soldato Zhang Ga                     | 2005             | Film d'animazione cinese. |
| Street Football - La compagnia dei Celestini    | 2005-2010        | Serie TV franco-italiana di 78 episodi prodotta in collaborazione di de Mas & Partners, Rai Fiction, France 3, Télé Images Kids, Agogo Media. |
| Natale a New York                               | 2005             | Film, su commissione Mondo TV. |
| Padre Pio                                       | 2006             | Film, su commissione Mondo TV. |
| Gladiatori - Il torneo delle sette meraviglie   | 2007             | Serie TV italiana di 26 episodi di Rai Fiction / Mondo TV / The Animation Band (trasmessa in TV solo nel 2009). Condensata anche in due lungometraggi. |
| Bentornato Pinocchio                            | 2007             | Film cinematografico italiano di Mondo TV. |
| Avatar - La leggenda di Aang                    | 2005-2008 (2007) | L'episodio "Il risveglio" (il 1° della 3ª stagione) della serie TV statunitense. |
| I Simpson - Il film                             | 2007             | Film cinematografico americano. Contributo subappaltato dalla Rough Draft Korea: lo Studio SEK non è accreditato nei titoli di coda. |
| Futurama - Il colpo grosso di Bender            | 2007             | Film cinematografico americano. Contributo subappaltato dalla Rough Draft Korea: lo Studio SEK non è accreditato nei titoli di coda. |
| I Saurini e i viaggi del meteorite nero         | 2008-oggi        | Serie TV italiana prodotta per Animundi e Rai Fiction. |
| José María Escrivá                              | 2008             | Film, su commissione Mondo TV. |
| Happy Adventures                                | 2008             | Serie TV italiana in 26 episodi di Mondo TV, realizzata montando vari cortometraggi ed episodi sparsi realizzati dallo Studio SEK. |
| Angel's Friends                                 | 2009-oggi        | Serie TV italiana su commissione Mondo TV. |
| Il romanzo dei Tre Regni                        | 2009             | Serie TV sino-giapponese basata sull'omonimo romanzo classico cinese. |
| Chumballs                                       | 2009             | Serie TV francese di 26 episodi. |
| Cuccioli - Il codice di Marco Polo              | 2010             | Film cinematografico italiano del Gruppo Alcuni. Lo studio non è accreditato nei titoli di coda. |
| Giovanni e Paolo e il mistero dei pupi          | 2010             | Cortometraggio italiano (26 minuti) di Rai Fiction / Larcadarte / Musicartoon. Lo studio è accreditato per le "animazioni aggiunte". |
| Spike Team                                      | 2010, 2014       | Serie TV italiana di Rai Fiction / Graphilm / Lucky Dreams. Lo studio ha lavorato alle prime due stagioni (26+26 episodi) e al mediometraggio spin-off Il sogno di Brent. |
| Baskup - Tony Parker                            | 2011             | Serie TV francese di 52 episodi di Walt Disney France, Télé Images ed altre. |
| Il paradiso può attendere                       | 2011             | Cortometraggio italiano (di 27 minuti) prodotto dalla Mondo TV in collaborazione con il WWF. |
| Secret Ranch                                    | 2012             | Serie animata francese in 26 episodi di Télé Images, Zodiak Kids e De Agostini. Lo studio non è accreditato nei titoli di coda. |
| Le straordinarie avventure di Jules Verne       | 2013             | Serie TV italiana di 26 episodi di Rai Fiction / Musicartoon. |
| Star Key                                        | 2014             | Serie TV italiana di 26 episodi di Rai Fiction / Gama Movie Animation (trasmessa in TV solo nel 2018). |
| Stan Lee's Mighty 7: Beginnings                 | 2014             | Film d'animazione statunitense. |
| Piccola Fata dei Fiori                          | 2014             | Serie TV d'animazione cinese co-prodotta con la Shanghai Taomee Network. |
| Egyxos                                          | 2015             | Serie TV italiana di 26 episodi di De Agostini / Planeta Junior / Musicartoon. |
| Sissi, la giovane imperatrice                   | 2015-2020        | Serie TV italiana su commissione Mondo TV. Lo studio non è accreditato nei titoli di coda. |
| Bu-Bum! La strada verso casa                    | 2016             | Serie TV italiana di 26 episodi di Rai Fiction / Graphilm. |
| Adrian                                          | 2019             | Serie TV italiana ideata, scritta e diretta da Adriano Celentano e trasmessa su Canale 5. Lo studio non è accreditato nei titoli di coda. |

## Riferimenti nella cultura di massa
L'animatore e fumettista canadese Guy Delisle ha documentato la sua esperienza lavorativa allo Studio SEK nel suo graphic novel Pyongyang.